# Caroline Hagström
Caroline Hagström Ericsson, född 23 januari 1964 i Lidingö, är en svensk politiker (kristdemokrat). Hon var ordinarie riksdagsledamot 1998–2002, invald för Skåne läns södra valkrets.
I riksdagen var Hagström ledamot i miljö- och jordbruksutskottet 1998–2002.
Till yrket är Hagström ridsporttränare/säljare.
Under 2000 uppmärksammades att det varit oklarheter i Hagströms deklarationer under 1990-talet. I juli 2000 inleddes förundersökning av polisen i Malmö. Trelleborgs tingsrätt dömde Hagström i februari 2001 till villkorlig dom och dagsböter för bokföringsbrott.